# 항정선

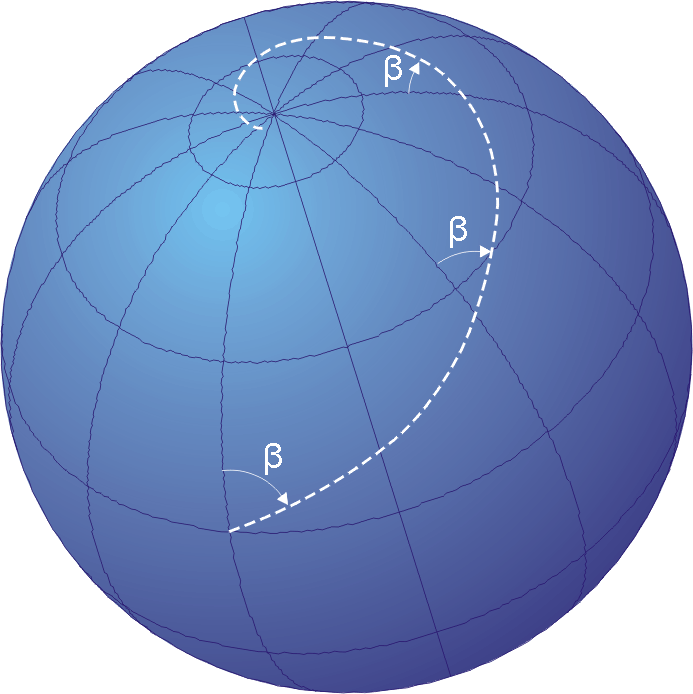
나선 모양으로 북극점으로 향하는 항정선 이미지

항법에서 항정선(航程線, rhumb line) 또는 등각항선(loxodrome)은 경선과 일정한 각으로 교차하는 호, 즉 진북에 대한 방위가 일정한 경로이다. 고정된 코스로 스티어링하는 것은 항정선 트랙으로 이어진다.

## 서론
지구 표면에서 항정선 코스를 따라 항해하는 것의 효과는 1537년 포르투갈인 수학자 페드로 누네스가 해상 지도 방어 논문에서 처음 논의했고, 1590년대 토머스 해리엇이 추가적인 수학적 발전을 이루었다.
항정선은 구 표면의 두 지점 사이 최단 거리 경로인 대원과 대조될 수 있다. 대원에서는 목적지 지점에 대한 방위가 일정하게 유지되지 않는다. 만약 대원을 따라 자동차를 운전한다면 스티어링 휠을 고정시키겠지만, 항정선을 따르려면 휠을 돌려야 하며, 극에 가까워질수록 더 급하게 돌려야 한다. 즉, 대원은 측지 곡률이 0으로 국부적으로 "직선"인 반면, 항정선은 측지 곡률이 0이 아니다.
경선과 위선은 항정선의 특수한 경우로, 교차 각도가 각각 0°와 90°이다. 남북 항해에서는 항정선 코스가 대원과 일치하며, 적도를 따라 동서 항해하는 경우에도 마찬가지이다.
메르카토르 도법 지도에서 모든 항정선은 직선이다. 항정선은 지도 가장자리를 벗어나지 않고 지구상의 두 지점 사이에 그러한 지도에 그릴 수 있다. 그러나 이론적으로 등각항선은 지도의 오른쪽 가장자리를 넘어 확장될 수 있으며, 그곳에서 동일한 기울기로 왼쪽 가장자리에서 계속된다 (지도가 정확히 360도 경도를 포함한다고 가정).
경선과 비스듬한 각으로 교차하는 항정선은 극을 향해 나선형으로 감기는 등각항선 곡선이다. 메르카토르 도법에서 북극점과 남극점은 무한대에 위치하므로 절대 표시되지 않는다. 그러나 무한히 높은 지도에 있는 완전한 등각항선은 두 가장자리 사이에 무한히 많은 선분으로 구성된다. 평사 투영 지도에서 등각항선은 북극 또는 남극을 중심으로 하는 등각 나선이다.
모든 등각항선은 하나의 지리극에서 다른 극으로 나선형으로 감긴다. 극 근처에서는 로그 나선에 가깝다 (아래 참조하는 평사 투영에서 정확히 그렇다), 그래서 각 극을 무한 번 감지만 유한한 거리에서 극에 도달한다. (완벽한 구를 가정할 때) 극에서 극까지의 등각항선 길이는 경선 길이 나누기 진북으로부터의 방위 코사인 값이다. 등각항선은 극에서 정의되지 않는다.

극에서 극까지의 등각항선 세 가지 보기
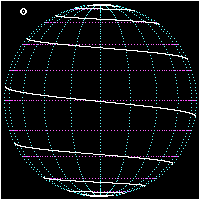
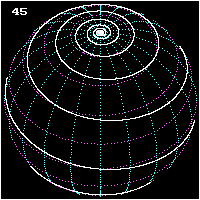
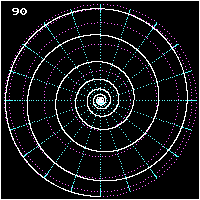

## 어원과 역사적 설명
"loxodrome"이라는 단어는 고대 그리스어 λοξός loxós: "경사진" + δρόμος drómos: "달리는" (드라메인 drameîn: "달리다"에서 유래)에서 왔다. "rhumb"라는 단어는 스페인어 또는 포르투갈어 rumbo/rumo("항로" 또는 "방향") 및 그리스어 ῥόμβος rhómbos에서 유래했을 수 있으며, rhémbein에서 비롯되었다.
1878년 판 『글로브 만능 정보 백과사전』은 등각항선을 다음과 같이 설명한다.
등각항선은 주어진 표면의 곡률선 시스템의 모든 구성원을 같은 각으로 자르는 곡선이다. 동일한 나침반 점을 향해 항해하는 선박은 모든 자오선을 같은 각으로 자르는 이러한 선을 따라 항해한다. 메르카토르 투영법(q.v.)에서 등각항선은 명백히 직선이다.
"rhumb"라는 용어가 사용되기 시작했을 때 정확한 의미가 없었기 때문에 오해가 생길 수 있다. 이 용어는 "국부적으로"만 적용되었고 항해사가 일정한 방위로 항해하기 위해 하는 모든 것(그에 내포된 모든 부정확성 포함)을 의미했을 뿐이기 때문에 윈드로즈선에도 등각항선에도 똑같이 잘 적용되었다. 그러므로 "rhumb"는 포르톨란이 사용되었을 때 포르톨란의 직선에 적용 가능했으며, 메르카토르 차트의 직선에도 항상 적용 가능했다. 짧은 거리의 경우 포르톨란 "rhumbs"는 메르카토르 rhumbs와 의미상 다르지 않지만, 오늘날 "rhumb"는 수학적으로 정확한 "loxodrome"과 동의어인데, 이는 소급적으로 동의어가 되었기 때문이다.
레오 바그로프가 명시한 바와 같이:
그 용어('항정선')는 이 시기의 해도에 잘못 적용된다. 왜냐하면 등각항선은 지도가 적절한 투영법으로 그려졌을 때만 정확한 항로를 제공하기 때문이다. 지도 측정학적 연구 결과 초기 해도에는 투영법이 사용되지 않았으며, 따라서 우리는 이에 대해 '포르톨란'이라는 명칭을 유지한다.

## 수학적 설명
반지름이 1인 구에 대해 방위각 λ, 극각 −⁠π/2⁠ ≤ φ ≤ ⁠π/2⁠ (여기서 위도에 해당하도록 정의), 데카르트 단위 벡터 i, j, 및 k를 사용하여 반지름 벡터 r을 다음과 같이 쓸 수 있다.
{\displaystyle \mathbf {r} (\lambda ,\varphi )=(\cos {\lambda }\cdot \cos {\varphi })\mathbf {i} +(\sin {\lambda }\cdot \cos {\varphi })\mathbf {j} +(\sin {\varphi })\mathbf {k} \,.}
구의 방위 및 극 방향에서 직교하는 단위 벡터는 다음과 같이 쓸 수 있다.
{\displaystyle {\begin{aligned}{\boldsymbol {\hat {\lambda }}}(\lambda ,\varphi )&=\sec {\varphi }{\frac {\partial \mathbf {r} }{\partial \lambda }}=(-\sin {\lambda })\mathbf {i} +(\cos {\lambda })\mathbf {j} \,,\\[8pt]{\boldsymbol {\hat {\varphi }}}(\lambda ,\varphi )&={\frac {\partial \mathbf {r} }{\partial \varphi }}=(-\cos {\lambda }\cdot \sin {\varphi })\mathbf {i} +(-\sin {\lambda }\cdot \sin {\varphi })\mathbf {j} +(\cos {\varphi })\mathbf {k} \,,\end{aligned}}}
이는 다음과 같은 스칼라곱을 가진다.
{\displaystyle {\boldsymbol {\hat {\lambda }}}\cdot {\boldsymbol {\hat {\varphi }}}={\boldsymbol {\hat {\lambda }}}\cdot \mathbf {r} ={\boldsymbol {\hat {\varphi }}}\cdot \mathbf {r} =0\,.}
일정한 φ에 대한 λ̂는 위선을 그리며, 일정한 λ에 대한 φ̂는 경선을 그린다. 그리고 이들은 함께 구에 접하는 평면을 생성한다.
단위 벡터
{\displaystyle \mathbf {\boldsymbol {\hat {\beta }}} (\lambda ,\varphi )=(\sin {\beta }){\boldsymbol {\hat {\lambda }}}+(\cos {\beta }){\boldsymbol {\hat {\varphi }}}}
는 임의의 λ 및 φ에 대해 단위 벡터 φ̂와 일정한 각도 β를 가진다. 이는 그들의 스칼라곱이
{\displaystyle {\boldsymbol {\hat {\beta }}}\cdot {\boldsymbol {\hat {\varphi }}}=\cos {\beta }\,.}
이기 때문이다.
등각항선은 모든 경선과 일정한 각도 β를 갖는 구상의 곡선으로 정의되며, 따라서 단위 벡터 β̂와 평행해야 한다. 결과적으로 등각항선을 따른 미분 길이 ds는 미분 변위
{\displaystyle {\begin{aligned}d\mathbf {r} &={\boldsymbol {\hat {\beta }}}\,ds\\[8px]{\frac {\partial \mathbf {r} }{\partial \lambda }}\,d\lambda +{\frac {\partial \mathbf {r} }{\partial \varphi }}\,d\varphi &={\bigl (}(\sin {\beta })\,{\boldsymbol {\hat {\lambda }}}+(\cos {\beta })\,{\boldsymbol {\hat {\varphi }}}{\bigr )}ds\\[8px](\cos {\varphi })\,d\lambda \,{\boldsymbol {\hat {\lambda }}}+d\varphi \,{\boldsymbol {\hat {\varphi }}}&=(\sin {\beta })\,ds\,{\boldsymbol {\hat {\lambda }}}+(\cos {\beta })\,ds\,{\boldsymbol {\hat {\varphi }}}\\[8px]ds&={\frac {\cos {\varphi }}{\sin {\beta }}}\,d\lambda ={\frac {d\varphi }{\cos {\beta }}}\\[8px]{\frac {d\lambda }{d\varphi }}&=\tan {\beta }\cdot \sec {\varphi }\\[8px]\lambda (\varphi \,|\,\beta ,\lambda _{0},\varphi _{0})&=\tan \beta \cdot {\big (}\operatorname {gd} ^{-1}\varphi -\operatorname {gd} ^{-1}\varphi _{0}{\big )}+\lambda _{0}\\[8px]\varphi (\lambda \,|\,\beta ,\lambda _{0},\varphi _{0})&=\operatorname {gd} {\big (}(\lambda -\lambda _{0})\cot \beta +\operatorname {gd} ^{-1}\varphi _{0}{\big )}\end{aligned}}}
를 생성한다. 여기서 {\displaystyle \operatorname {gd} }와 {\displaystyle \operatorname {gd} ^{-1}}는 구데르만 함수와 그 역함수이며, {\displaystyle \operatorname {gd} \psi =\arctan(\sinh \psi ),} {\displaystyle \operatorname {gd} ^{-1}\varphi =\operatorname {arsinh} (\tan \varphi ),} 및 {\displaystyle \operatorname {arsinh} }는 역쌍곡사인이다.
λ와 φ 사이의 이 관계로 인해 반지름 벡터는 단일 변수의 매개변수 함수가 되어 구에서 등각항선을 그린다.
{\displaystyle \mathbf {r} (\lambda \,|\,\beta ,\lambda _{0},\varphi _{0})={\big (}\cos {\lambda }\cdot \operatorname {sech} \psi {\big )}\mathbf {i} +{\big (}\sin {\lambda }\cdot \operatorname {sech} \psi {\big )}\mathbf {j} +{\big (}\tanh \psi {\big )}\mathbf {k} \,,}
여기서
{\displaystyle \psi \equiv (\lambda -\lambda _{0})\cot \beta +\operatorname {gd} ^{-1}\varphi _{0}=\operatorname {gd} ^{-1}\varphi }
는 등적 위도이다.
항정선에서 위도가 극으로 향함에 따라, φ → ±⁠π/2⁠, sin φ → ±1, 등적 위도 arsinh(tan φ) → ± ∞가 되고 경도 λ는 무한히 증가하며, 극을 향해 나선형으로 매우 빠르게 구를 감고 유한한 총 호 길이 Δs로 향한다. 이는 다음과 같이 주어진다.
{\displaystyle \Delta s=R\,{\big |}(\pm \pi /2-\varphi _{0})\cdot \sec \beta {\big |}}

### 메르카토르 도법과의 관계

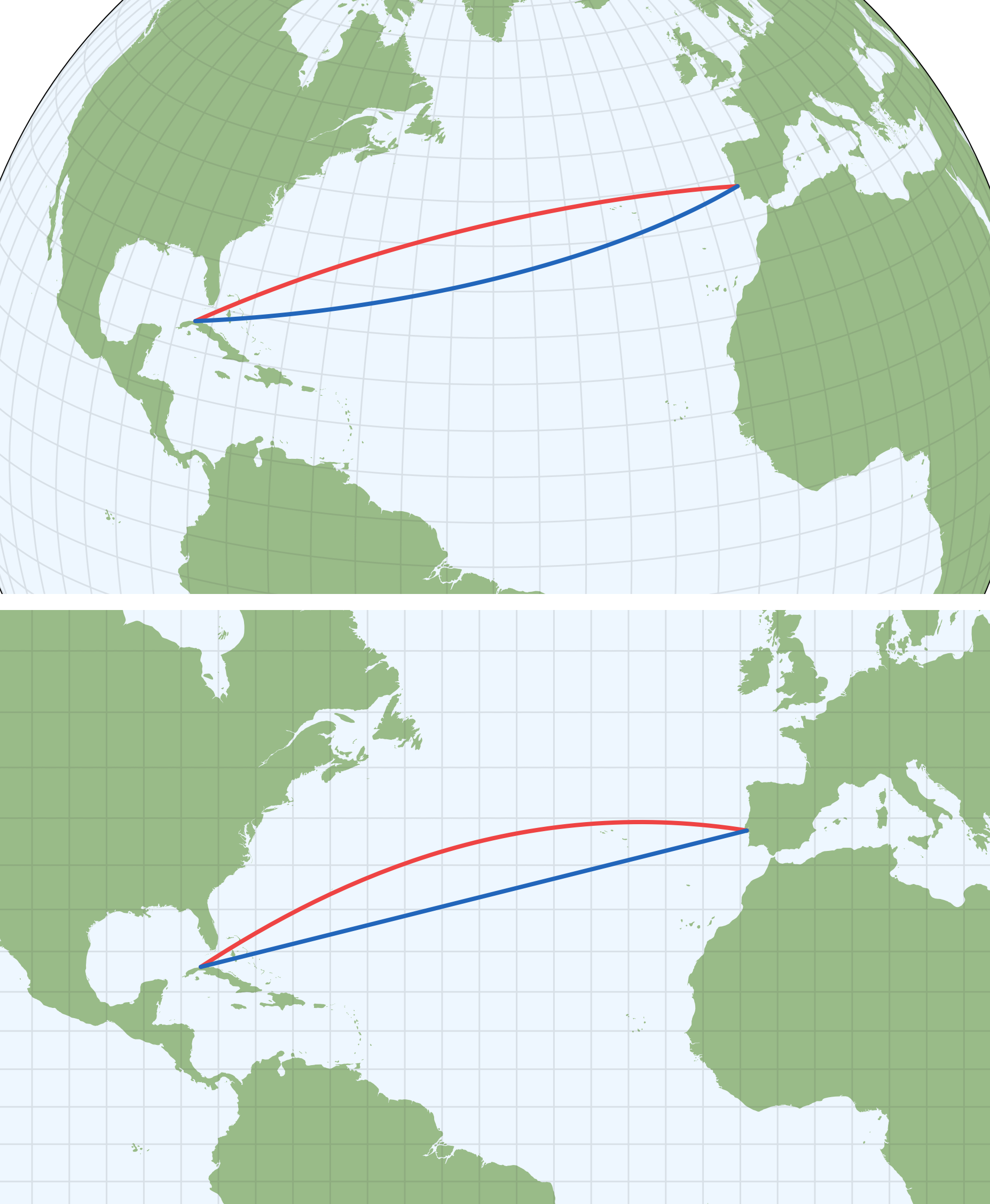
포르투갈 리스본과 쿠바 아바나 사이의 항정선 (파란색)과 대원 (빨간색) 비교. 위: 정사영. 아래: 메르카토르 도법.

구상의 점의 경도를 λ, 위도를 φ라고 하자. 그러면 메르카토르 도법의 지도 좌표를 다음과 같이 정의하면
{\displaystyle {\begin{aligned}x&=\lambda -\lambda _{0}\,,\\y&=\operatorname {gd} ^{-1}\varphi =\operatorname {arsinh} (\tan \varphi )\,,\end{aligned}}}
진북으로부터 일정한 방위 β를 갖는 등각항선은 직선이 될 것이다. 왜냐하면 (이전 절의 표현을 사용하면)
{\displaystyle y=mx}
기울기가
{\displaystyle m=\cot \beta \,.}
주어진 두 점 사이의 등각항선을 찾는 것은 메르카토르 지도에서 그래픽으로 수행하거나 두 미지수 m = cot β와 λ0에 대한 비선형 시스템 방정식 두 개를 풀어서 수행할 수 있다. 무한히 많은 해가 있다. 가장 짧은 해는 실제 경도 차이를 커버하는 해이며, 즉 추가 회전 없이 "잘못된 방향"으로 가지 않는다.
등각항선을 따라 측정된 두 점 Δs 사이의 거리는 단순히 방위(방위각)의 시컨트 절댓값 곱하기 남북 거리이다. (단, 위선의 경우 거리가 무한대가 된다.)
{\displaystyle \Delta s=R\,{\big |}(\varphi -\varphi _{0})\cdot \sec \beta {\big |}}
여기서 R은 지구 평균 반경 중 하나이다.

## 응용
항법에서의 사용은 특정 항해 지도의 형식 또는 지도 투영법과 직접 연결된다. 항정선은 메르카토르 도법 지도에서 직선으로 나타난다.
이 이름은 각각 옛 프랑스어 또는 스페인어 "rumb" 또는 "rumbo"에서 유래하며, 이는 모든 자오선과 같은 각으로 교차하는 지도상의 선이다. 평면에서는 두 점 사이의 최단 거리가 된다. 저위도 또는 짧은 거리에서 지구 표면을 가로지를 때 차량, 항공기 또는 선박의 항로를 플로팅하는 데 사용할 수 있다. 더 먼 거리 및 고위도에서는 대원 항로가 동일한 두 지점 사이의 항정선보다 훨씬 짧다. 그러나 대원 항로를 따라 이동할 때 계속 방위를 변경해야 하는 불편함 때문에 특정 상황에서는 항정선 항법이 매력적이다.
이 점은 적도를 따라 90도 경도를 가로지르는 동서 항해로 설명할 수 있으며, 이 경우 대원 및 항정선 거리는 10,000 킬로미터 (5,400 해리)로 동일하다. 북위 20도에서는 대원 거리가 9,254 km (4,997 nmi)인 반면 항정선 거리는 9,397 km (5,074 nmi)으로 약 1.5% 더 길다. 그러나 북위 60도에서는 대원 거리가 4,602 km (2,485 nmi)인 반면 항정선은 5,000 km (2,700 nmi)으로 8.5% 차이가 난다. 더 극단적인 경우는 뉴욕과 홍콩 사이의 항공 항로로, 항정선 경로는 18,000 km (9,700 nmi)이다. 북극점을 지나는 대원 경로는 13,000 km (7,000 nmi)으로, 일반적인 순항 속도로 비행 시 51⁄2 시간 더 적게 걸린다.
메르카토르 도법으로 된 일부 오래된 지도에는 위도선과 경도선으로 구성된 격자가 있지만, 진북을 향하거나, 진북에서 직각으로, 또는 진북에서 직각의 간단한 유리수 분수각으로 향하는 항정선도 표시되어 있다. 이러한 항정선은 지도상의 특정 지점에서 수렴하도록 그려진다. 모든 방향으로 가는 선은 이러한 각 지점에서 수렴한다. 나침도를 참조하라. 이러한 지도는 반드시 메르카토르 도법으로 제작되어야 하므로 모든 오래된 지도가 항정선 표시를 보여줄 수 있는 것은 아니다.
나침도의 방사형 선도 럼이라고 불린다. "sailing on a rhumb"라는 표현은 16세기부터 19세기까지 특정 나침반 방향을 가리키는 데 사용되었다.
해상시계가 발명되기 전 초기 항해사들은 긴 대양 항해에서 항정선 항로를 사용했다. 왜냐하면 태양이나 별의 관측으로 선박의 위도를 정확하게 확인할 수 있었지만, 경도를 정확하게 측정할 방법이 없었기 때문이다. 선박은 목적지의 위도에 도달할 때까지 남북으로 항해한 다음, 항정선(실제로는 위선이며, 항정선의 특수한 경우이다)을 따라 동서로 항해하며 일정한 위도를 유지하고 육지가 보일 때까지 항해 거리의 정기적인 추정치를 기록했다.

## 일반화

### 리만 구면에서
지구 표면은 수학적으로 리만 구면, 즉 구를 복소평면으로 투영한 것으로 이해할 수 있다. 이 경우 등각항선은 특정 종류의 뫼비우스 변환으로 이해될 수 있다.

### 회전타원면
위의 공식화는 회전타원면으로 쉽게 확장될 수 있다. 회전타원면 등각 위도를 사용하면 항정선의 경로를 찾을 수 있다. 이 페이지의 공식에서 구에서의 위도를 회전타원면에서의 등각 위도로 대체하면 된다. 마찬가지로 거리는 회전타원면 경선호 길이에 방위각의 시컨트 값을 곱하여 찾는다.

## 같이 보기
- 대원
- 타원면에 대한 측지선
- 대타원
- 등방위선
- 항정선망
- 자이페르트 나선
- 소원

## 참고 자료
- Monmonier, Mark (2004). 《Rhumb lines and map wars. A social history of the Mercator projection》. Chicago: University of Chicago Press. ISBN 9780226534329.